# Carex umbrosiformis
Espèce
Classification phylogénétique
Carex umbrosiformis est une espèce de plantes du genre Carex et de la famille des Cyperaceae.